# Бенецкий, Логин Павлович
Логин (Людвиг) Павлович Бенецкий — подполковник артиллерии Русской императорской армии.

## Биография
Происходил из дворян Орловской губернии.
До 1852 года воспитывался в Орловском Бахтина кадетском корпусе, затем — в Дворянском полку, откуда был выпущен в 1854 году. Участвовал в панихиде по расстрелянным за революционную деятельность И. Арнгольдту и его товарищам, участникам революционной группы военных, которая в начале 60-х вела пропаганду и распространяла нелегальную литературу в войсках в районе Варшавы. Группа была связана с деятелями польского национально-освободительного движения. Военным судом Бенецкий был признан виновным в том, что «находился при совершении панихиды по государственным преступникам», за что переведен в Камчатский пехотный полк. В ноябре 1863 г. возвращен в артиллерию с назначением в 16-ю артиллерийскую бригаду.
В 1877 году — подполковник 9-й бригады 36-го Орловского полка. Командир 5-й батареи.
5 июля 1877 г. был представлен к чину полковника, но погиб 11 (23) августа 1877 года при обороне Шипкинского перевала, командуя «Круглой» батареей

Командир славной круговой батареи. В самый критический момент боя на Шипке 23 августа 1877 года, поднявшись во весь рост на бруствере, вдохновлял артиллеристов своим бесстрашием и самообладанием. Пал смертью храбрых.

К 14 часам черкесская конница атаковала позицию защитников перевала с тыла, пытаясь отрезать Габровское шоссе и прервать их коммуникации с Габрово. Она была отброшена, но погибли все русские артиллеристы «Круглой» батареи во главе с…<…>…Бенецким. На их место встали 12 болгарских ополченцев, которые продолжили вести огонь до последнего снаряда.

Дело было на Шипкинском перевале, когда полковнику Липинскому удалось вернуть отступавших людей; он оставил и на шоссе, по пути к оставленным ложементам, под командою фельдфебеля, а сам бросился на круглую батарею, которая тоже была покинута артиллеристами. Здесь он встретил возвращающуюся к орудиям прислугу. Оказалось, что командир круглой батареи, подполковник Беницкий, увидя отступающих с правого фланга людей и предположив поэтому, что началось общее отступление, счел нужным вынуть из орудий замки и очистить батарею, так как у него не осталось больше снарядов. Но, заметив свою ошибку, Беницкий поворотил вместе с прислугою назад, бегом бросился на батарею, распорядился тотчас же вставить замки и тут же был убит на повал пулею в голову. «Я не считаю себя в праве умолчать об этом факте, — доносил, между прочим, Главнокомандующему, полковник Липинский, — хотя глубоко убежден, что это произошло по недоразумению и никогда не может лечь пятном на память такого храброго и распорядительного офицера, каким был подполковник Беницкий, с полным пренебрежением к опасности державшийся в продолжение трех дней при своих орудиях».
— Старчевский А. А. Памятник Восточной войны 1877—1878 гг. — СПб., 1878. — С. 25—26.
Жена — Лидия Николаевна. Дочери — Надежда (род. 21.2.1870), Мария (род. 24.01.1873), Елена (род. 17.05.18).